# قرار مجلس الأمن التابع للأمم المتحدة رقم 2083
قرار مجلس الأمن التابع للأمم المتحدة رقم 2083، المتخذ بالإجماع في 17 ديسمبر 2012.

## روابط خارجية
- نص القرار في undocs.org